# Antonio Vismara
Antonio Vismara (Seregno, 17 luglio 1921 – ...) è stato un calciatore italiano, di ruolo centrocampista.

## Carriera
Dopo gli esordi con il Monza e con il Seregno in Serie C, debutta in Serie B con il Liguria, dopo una stagione in Serie C con il Pavia, nel dopoguerra torna in Serie B col Mantova nel 1946-1947, giocando per due stagioni tra i cadetti per un totale di 61 presenze.
Dopo la retrocessione dei virgiliani avvenuta al termine del campionato 1947-1948, disputa altri cinque campionati di Serie C.

## Palmarès

### Club

#### Competizioni nazionali
- Serie B: 1

Liguria: 1940-1941